# 78392 Dellinger
78392 Dellinger è un asteroide della fascia principale. Scoperto nel 2002, presenta un'orbita caratterizzata da un semiasse maggiore pari a 2,6905702 UA e da un'eccentricità di 0,0385538, inclinata di 2,31831° rispetto all'eclittica.
L'asteroide è dedicato all'astronomo statunitense Joseph A. Dellinger.